# Sant Pere de Vilanova d'Éssera
Sant Pere de Vilanova d'Éssera és una església romànica llombarda del final del segle xii, situada al municipi de Vilanova d'Éssera, dins de la Franja de Ponent a la comarca de la Ribagorça.
La seva planta és una nau i absis cilíndric amb arcuacions cegues i capelles laterals, amb un campanar d'espadanya de dos ulls centrat. La portalada és dovellada de mig punt (renovada).
El seu estat és molt bo.
A l'interior conserva un retaule renaixentista tardà encarregat per la família Bardaixí i realitzat entre 1520 i 1530. Consta de cinc carrers i dos pisos més àtic. La talla central de Sant Pere va desaparèixer i tenen una còpia de 2005 sense policromar.

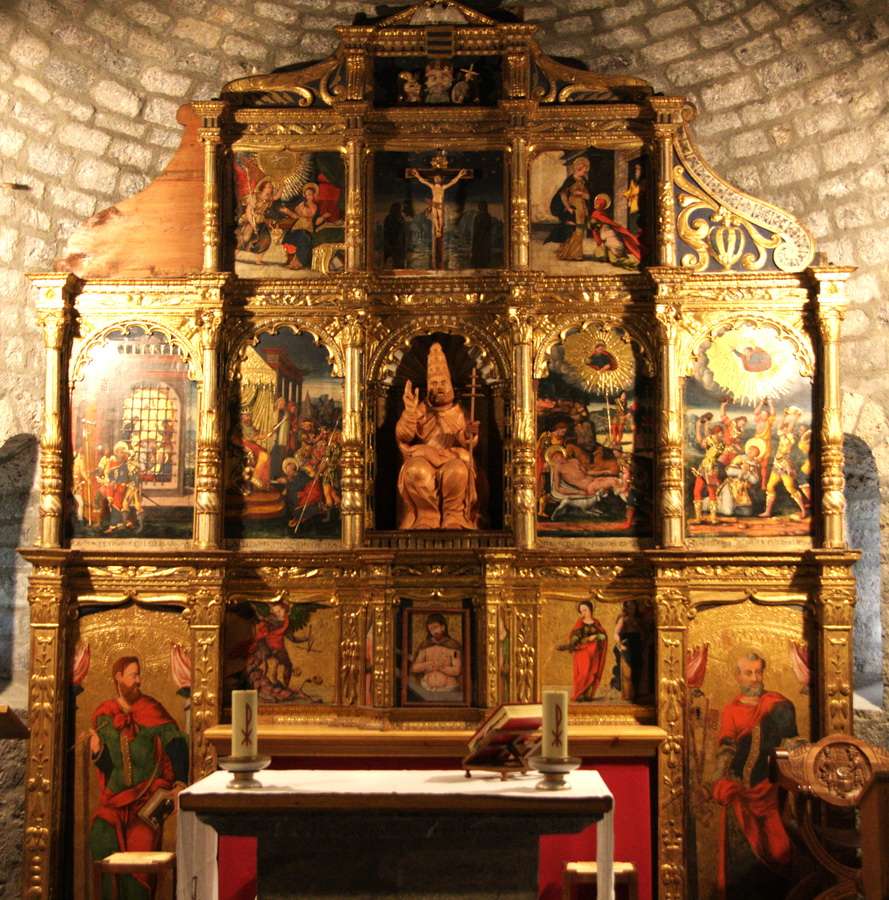
Retaule renaixentista de Sant Pere (1520)

És de taules pintades a l'oli, encara que amb abundant ús d'or. Consta de banc, cos de cinc carrers i àtic de tres. Presenta pilastrilles en el primer, columnetes abalustrades als entrecarrers i fornícula avenerada al carrer central, de la qual falta l'estàtua original de sant Pere, i crucifix de fusta a l'escena del Calvari, que no sembla del retaule. Al banc hi ha les pintures de sant Pau, sant Miquel, santes Llúcia i Bàrbara i sant Pere, i a més les de la Mare de Déu, Crist home de dolors i sant Joan, que adornen el sagrari.
En el cos se situen les següents escenes: Presó de Sant Pere i alliberament per l'àngel; Martiri de sant Pere; Translació
del cos de sant Esteve i la seva lapidació.
A l'àtic l'Anunciació, el Calvari i la Visitació. Com a remat hi ha un relleu amb la figura del Pare Etern.
L'autor del retaule s'ha vinculat al mestre de Canillo, pintor del retaule de Sant Joan de Caselles a la localitat de Canillo (Andorra) i que Handler R. Post (A History of Spanish Painting, vol. XII, 1958) identifica amb Joan Llobet o Pedro Alegre. Pot ser un artista de l'escola catalana que treballa a l'àrea limítrof catalanoaragonesa, possible autor del retaule de Santa Margarida de Lascuarre, cremat el 1936.